# هنر (فیلم ۲۰۲۳)
هنر (به هندی: Qala) و (به انگلیسی: Art) فیلمی محصول سال ۲۰۲۴ و به کارگردانی آنویتا دات است. در این فیلم بازیگرانی همچون تریپتی دیمری، سواستیکا موکرجی، بابیل خان، سواناند کیرکیره و آبیشک بانرجی ایفای نقش کرده‌اند.